# كاغا (إيشيكاوا)
مدينة كاغا (بالإنجليزية: Kaga)‏ هي أحد المدن التابعة لمحافظة إيشيكاوا. تأسست رسميًا في 01/10/2005. ويقدر عدد سكانها بـ 73745 نسمة حسب تقدير مكتب الإحصاء الياباني لعام 2012. تبلغ مساحة كاغا 306 كم2. بكثافة سكانية تبلغ 241 نسمة/كم2.

## المناخ
يظهر الجدول التالي التغييرات المناخية على مدار السنة لكاغا:
| البيانات المناخية لـكاغا | البيانات المناخية لـكاغا | البيانات المناخية لـكاغا | البيانات المناخية لـكاغا | البيانات المناخية لـكاغا | البيانات المناخية لـكاغا | البيانات المناخية لـكاغا | البيانات المناخية لـكاغا | البيانات المناخية لـكاغا | البيانات المناخية لـكاغا | البيانات المناخية لـكاغا | البيانات المناخية لـكاغا | البيانات المناخية لـكاغا | البيانات المناخية لـكاغا |
| الشهر                    | يناير                    | فبراير                   | مارس                     | أبريل                    | مايو                     | يونيو                    | يوليو                    | أغسطس                    | سبتمبر                   | أكتوبر                   | نوفمبر                   | ديسمبر                   | المعدل السنوي            |
| ------------------------ | ------------------------ | ------------------------ | ------------------------ | ------------------------ | ------------------------ | ------------------------ | ------------------------ | ------------------------ | ------------------------ | ------------------------ | ------------------------ | ------------------------ | ------------------------ |
| الدرجة القصوى °م (°ف)    | 20.5 (68.9)              | 22.3 (72.1)              | 25.9 (78.6)              | 30.1 (86.2)              | 34.2 (93.6)              | 39.3 (102.7)             | 37.6 (99.7)              | 36.7 (98.1)              | 30.9 (87.6)              | 26.9 (80.4)              | 22.5 (72.5)              | 21.7 (71.1)              | 39.3 (102.7)             |
| المتوسط اليومي °م (°ف)   | −4.6 (23.7)              | −2.2 (28.0)              | 3.7 (38.7)               | 7.1 (44.8)               | 12.7 (54.9)              | 16.8 (62.2)              | 20.2 (68.4)              | 22.7 (72.9)              | 17.2 (63.0)              | 10.6 (51.1)              | 4.3 (39.7)               | −1.3 (29.7)              | 8.9 (48.1)               |
| أدنى درجة حرارة °م (°ف)  | −29.7 (−21.5)            | −29.1 (−20.4)            | −22.8 (−9.0)             | −14.4 (6.1)              | −7.4 (18.7)              | 0.0 (32.0)               | 3.8 (38.8)               | 11.1 (52.0)              | 1.8 (35.2)               | −9.4 (15.1)              | −21.1 (−6.0)             | −27.5 (−17.5)            | −29.7 (−21.5)            |
| الهطول مم (إنش)          | 232 (9.1)                | 219 (8.6)                | 206 (8.1)                | 166 (6.5)                | 134 (5.3)                | 127 (5.0)                | 177 (7.0)                | 198 (7.8)                | 272 (10.7)               | 321 (12.6)               | 349 (13.7)               | 308 (12.1)               | 2٬709 (106.5)            |
| [بحاجة لمصدر]            |                          |                          |                          |                          |                          |                          |                          |                          |                          |                          |                          |                          |                          |

## توأمة
لكاغا (إيشيكاوا) اتفاقيات توأمة مع كل من:
- هاميلتون
- تاينان

## أعلام
- كيتشرو ناكايا